# Papilio tasso
Papilio tasso là một loài bướm thuộc họ Bướm phượng (Papilionidae). 
Loài Papilio tasso được mô tả năm 1884 bởi Staudinger. Loài bướm Papilio tasso sinh sống ở .